# Meloidogyne incognita
Anguillule à nœud de la patate
Espèce
Meloidogyne incognita, l’Anguillule à nœud de la patate, est une espèce de nématodes, type de vers ronds, de la famille des Heteroderidae. C'est un important parasite des plantes classé en parasitologie parmi les Meloidogynes (nématodes à galles). 
Quand Meloidogyne incognita attaque les racines des plantes, il se comporte en endoparasite sédentaire, se fixant à l'intérieur de la racine dans un site d'alimentation où il provoque la déformation des cellules racinaires normales qui deviennent géantes. Les racines deviennent noueuses et nodulées, formant des galles, d'où le nom de « nématode à galles ». 
Ce ver rond parasite a une distribution mondiale et de très nombreuses plantes-hôtes.
Le génome de Meloidogyne incognita est entièrement séquencé et les informations relatives sont compilées dans WormBase.

## Liste des sous-espèces
Selon NCBI (19 juillet 2020) :
- sous-espèce Meloidogyne incognita grahami Golden & Slana, 1978

## Systématique
Le nom valide complet (avec auteur) de ce taxon est Meloidogyne incognita (Kofoid & White (d), 1919) Chitwood, 1949.
L'espèce a été initialement classée dans le genre Oxyuris sous le protonyme Oxyuris incognita Kofoid & White, 1919.
Ce taxon porte en français le nom vernaculaire ou normalisé suivant : anguillule à nœud de la patate.
Meloidogyne incognita a pour synonymes :
- Meloidogyne acrita Chitwood, 1949
- Meloidogyne elegans da Ponte, 1977
- Meloidogyne grahami Golden & Slana, 1978
- Meloidogyne incognita acrita Chitwood, 1949
- Meloidogyne kirjanovae Terenteva, 1965
- Meloidogyne polycephannulata Charcher, Eisenback, Vieira, Fonseca Boiteux & Boiteux, 2009
- Meloidogyne wartellei Golden & Birchfield, 1978
- Oxyuris incognita Kofoid & White, 1919